# Пам'ятник Айртону Сенні
Пам'ятник Айртону Сенні (порт. Monumento a Ayrton Senna) — пам'ятник, присвячений автогонщику Айртону Сенні, у місті Сан-Паулу, Бразилія, на вході до тунелю під парком Ібірапуера.